# Deggendorf Hauptbahnhof
Deggendorf Hauptbahnhof ist ein Bahnhof in der bayerischen Stadt Deggendorf.

## Geschichte
Bereits 1866 ging die Stichbahn Plattling–Deggendorf in Betrieb. Im Jahr 1874 folgte der Weiterbau in Richtung Bayerischer Wald. Die Vollendung der Strecke erfolgte 1877; damit wurde der – damals noch als „Deggendorf“ bezeichnete – Bahnhof eröffnet. Danach erfolgte der Bau weiterer Eisenbahnstrecken. So wurde am 17. Oktober 1891 die Bahnverbindung nach Metten und am 26. November 1913 eine weitere Strecke zunächst bis nach Hengersberg eröffnet, die ab 1. August 1914 bis Kalteneck verlängert wurde. Durch die gestiegene Bedeutung dieses Bahnhofs erhielt er am 5. Mai 1941 schließlich den Zusatz „Hbf“.

## Bauten
Das zweigeschossige Empfangsgebäude, ein historisierender Flachsatteldachbau, wurde 1877 erbaut und steht heute unter Denkmalschutz. Es verfügt über einen übergiebelten Mittelrisalit und ein Vordach am Hausbahnsteig. Eine Unterführung führt zum Mittelbahnsteig. Der Bahnsteig, der für die inzwischen stillgelegte Bahnstrecke Deggendorf–Metten genutzt wurde, ist zurückgebaut. Eine Güterhalle, Ende des 19. Jahrhunderts als Blankziegelbau mit Flachsatteldach erbaut, ist ebenfalls als Kulturdenkmal geschützt.

## Fahrzeuge

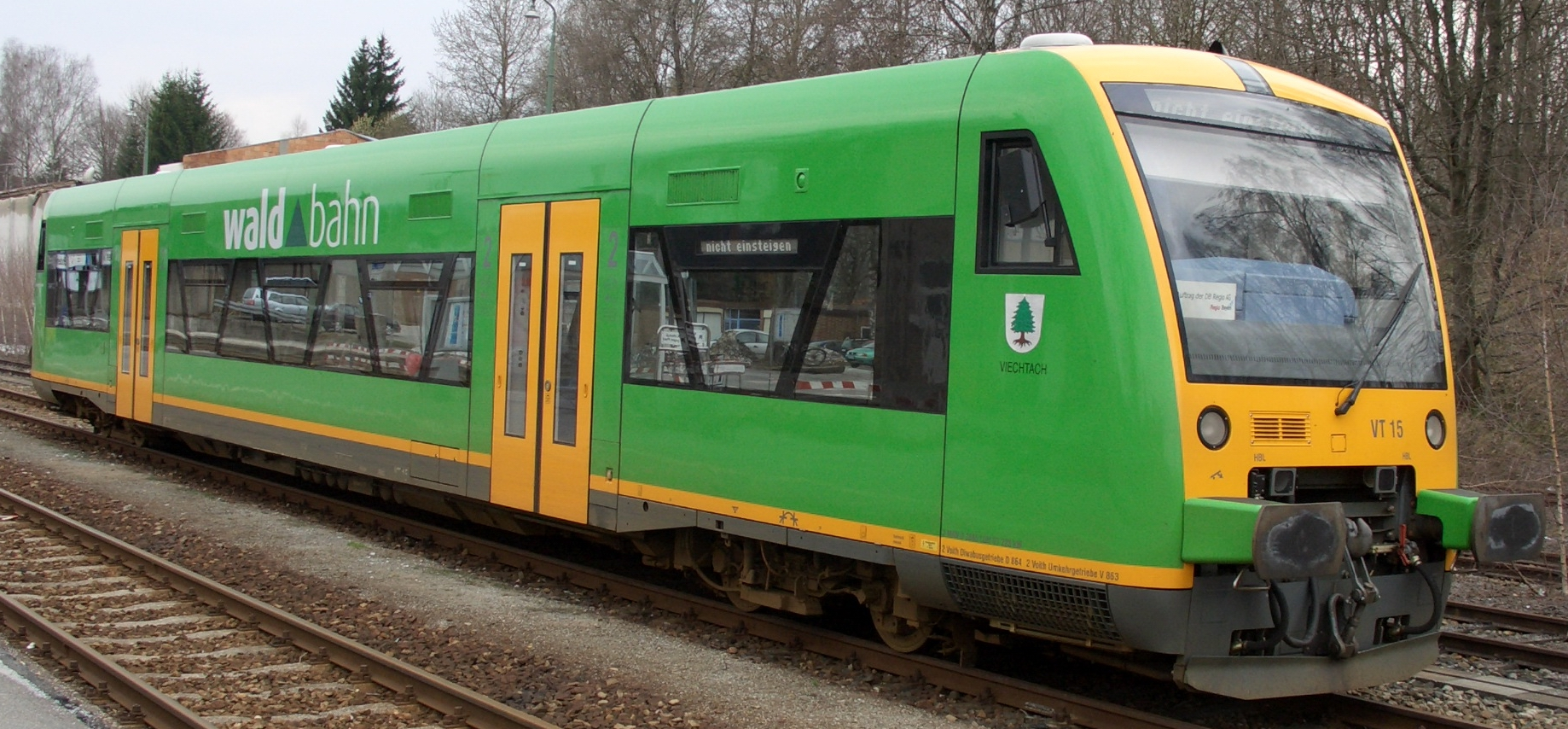
Triebwagen VT 15 der Waldbahn im Bahnhof Zwiesel

Da alle Zulaufstrecken nicht elektrifiziert sind, können nur Fahrzeuge mit Dieseltraktion zum Einsatz kommen. Für die Personenzüge setzt die Regentalbahn unter dem Markennamen Waldbahn Regio-Shuttle-RS1-Dieseltriebzüge ein. Die auf allen Linien verwendete Zuggattung ist Regionalbahn (kurz RB), bis 2020 verwendete die Waldbahn ihre eigene Zuggattung WBA.

## Verkehr
| Zuggattung | Zuglauf                                                                                | Taktfrequenz | Name     |
| ---------- | -------------------------------------------------------------------------------------- | ------------ | -------- |
| RB 35      | Plattling – Deggendorf Hbf – Gotteszell – Regen – Zwiesel (Bay) – Bayerisch Eisenstein | Stundentakt  | Waldbahn |